# ج
‎（阿拉伯语：‎）是阿拉伯字母中的第5個字母，屬於月亮字母。

## 概要

### 字源
源於腓尼基字母𐤂，與希伯來字母「ג」、希臘字母的「Γ」、拉丁字母的「G」和西里爾字母的「Г」同源。與「ح」和「خ」的差別僅在點的有無與位置。

### 讀音

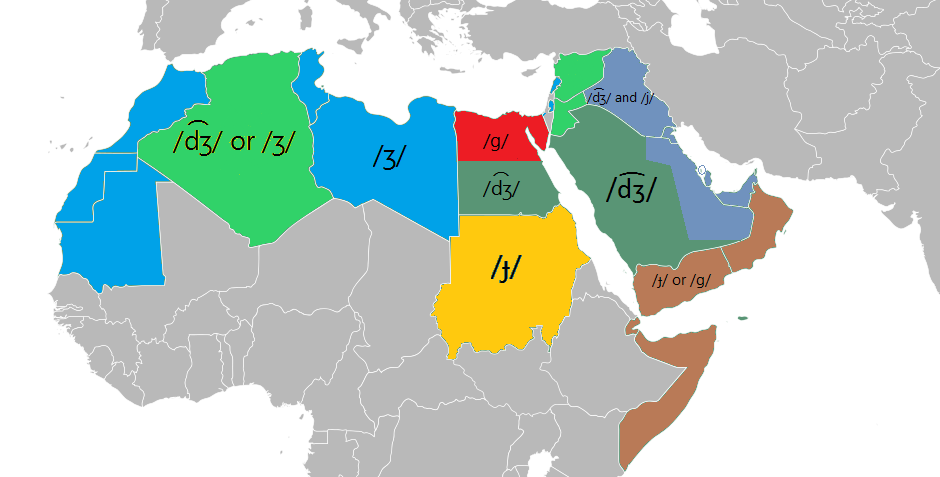
各地方言中「ج」的讀音

在現代標準阿拉伯語中發音為濁顎齦塞擦音/dʒ/，但在某些阿拉伯語方言中發音為濁軟顎塞音/g/、濁顎齦擦音/ʒ/甚至硬顎近音/j/。特別是在埃及，濁軟顎塞音/g/被視為該字母的標準讀音（例如：吉薩 الجيزة的標準阿拉伯語發音應轉寫為al-Jīzah，但當地發音則為/el ˈgiːze/）。
另外在印歐語系中，較老的阿拉伯語借詞會用字母「g」轉寫該字母（例如：代數學 algebra，阿爾及利亞 Algeria），而新近的借詞則多用「j」轉寫。

### 字體變化
依據字母在詞語位置的不同，其書寫形式也會有所變化：
| 在词语中的位置：        | 独立 | 尾部 | 中部 | 首部 |
| ----------------------- | ---- | ---- | ---- | ---- |
| 誊抄体： （显示异常？） | ج‎    | ـج‎   | ـجـ‎  | جـ‎   |
| 波斯体： （显示异常？） | ج‬    | ـج‬   | ـجـ‬  | جـ‬   |